# Giampiero Pinzi
Giampiero Pinzi (Rim, 11. ožujka 1981.) je talijanski umirovljeni nogometaš i bivši reprezentativac.
Osvajač je brončane medalje na Olimpijskim igrama 2004. u Ateni te zlata na europskom juniorskom prvenstvu igranom iste godine.

## Karijera

### Klupska karijera
Pinzi je nogometnu karijeru započeo u juniorima Lazija dok je u seniorskom sastavu proveo jednu sezone, međutim bez ijedne odigrane utakmice u prvenstvu. Zbog toga 2000. godine odlazi u Udinese gdje je u sezoni 2006./07. postao klupski kapetan. Time je zamijenio dugogodišnju igračku legendu furlanijskog kluba, Valerija Bertotta koji je otišao u Sienu.
Između 2008. i 2010. igrač je proveo na posudbi u Chievo Veroni nakon čega se vraća u matični klub čiji je i danas član.

### Reprezentativna karijera
Pinzi je u razdoblju od 2001. do 2004. godine nastupao za mladu talijansku reprezentaciju s kojom je na Olimpijadi u Ateni osvojio brončanu medalju. Ondje je zabio pogodak u utakmici skupine protiv vršnjaka iz Gane. Također, iste godine je postao europski prvak na kontinentalnom prvenstvu igranom u Španjolskoj.
Svoju prvu i posljednju utakmicu u dresu Azzura ostvario je 30. ožujka 2005. u prijateljskoj utakmici protiv Islanda igranoj u Padovi.

## Privatni život
Sud u Udinama je u svibnju 2009. godine priopćio kako su neki nogometaši optuženi za ilegalno klađenje na utakmice u talijanskom nogometnom prvenstvu ali i u drugim ligama. Među njima bili su Marek Jankulovski, David Di Michele, Massimo Margiotta i Giampiero Pinzi koji su prvo zakazano ročište imali 2. listopada iste godine. Na suđenju su bili prisutni i Paola Barsano, u to vrijeme predstavnica Eurobeta, te Armando Zamparo, vlasnik kladionice u središtu Udina u koju su zalazili sami nogometaši.

## Osvojeni trofeji

### Reprezentativni trofeji
| Turnir                  | Trofej | Godina |
| ----------------------- | ------ | ------ |
| Europsko U21 prvenstvo  | Zlato  | 2004.  |
| Olimpijske igre u Ateni | Bronca | 2004.  |

## Vanjske poveznice
- Statistika igrača na Soccer Base.com